# Transacqua
Transacqua (im lokalen Dialekt: Tresàkua) ist eine Fraktion der italienischen Gemeinde (comune) Primiero San Martino di Castrozza in der Provinz Trient, Region Trentino-Südtirol.

## Lage
Der Ort liegt etwa 56 Kilometer ostnordöstlich von Trient auf einer Höhe von 746 m.s.l.m. auf der orographisch linken Talseite im Primiero am Zusammenfluss des Torrente Canali in den Torrente Cismon.

## Geschichte

Ehemaliges Gemeindewappen

Transacqua war bis 2015 eine eigenständige Gemeinde. Am 1. Januar 2016 schloss sich Transacqua mit den Gemeinden Fiera di Primiero, Tonadico und Siror zur neuen Gemeinde Primiero San Martino di Castrozza zusammen. Die Gemeinde Transacqua hatte am 31. Dezember 2015 2132 Einwohner auf einer Fläche von 35,6 km². Zu ihr gehörten die Fraktionen. Ormanico und Pieve. Die Gemeinde gehörte zur Talgemeinschaft Comunità di Primiero und grenzte unmittelbar an die Provinz Belluno. Die Nachbargemeinden waren Cesiomaggiore (BL), Fiera di Primiero, Mezzano, Sagron Mis, Siror und Tonadico.

## Verkehr
Durch das ehemalige Gemeindegebiet führt die Strada Statale 50 del Grappa e del Passo Rolle von Ponte nelle Alpi nach Predazzo.